# Un călăreț prin cer și alte povestiri
Un călăreț prin cer și alte povestiri (în engleză A Horseman in the Sky) este o culegere de povestiri de război și fantastice și eseuri de Ambrose Bierce. Povestirea care îi dă numele, „Un călăreț prin cer”, a apărut prima dată la  14 aprilie  1889 în San Francisco Examiner deținut de William Randolph Hearst. Are loc în timpul războiului civil american și este una dintre cele mai cunoscute povestiri de război ale lui Bierce. Bierce a revizuit povestirea pentru cartea sa Tales of Soldiers and Civilians din 1891.
Versiunea în limba română a culegerii a fost tradusă de Frida Papadache și a apărut la Editura Cartea Românească în 1974. Conține o selecție de povestiri  și texte din In the Midst of Life: Tales of Soldiers and Civilians, Dicționarul diavolului, Can Such Things Be?, Fantastic Fables, Negligible Tales și The Parenticide Club.

## Cuprins
- „Un călăreț prin cer” (traducere a „A Horseman in the Sky”, 1889)
- „Întîmplare la podul de pe Owl Creek” (traducere a „An Occurrence at Owl Creek Bridge”, 1890)
- „Chickamauga” (traducere a „Chickamauga”, 1889)
- „Un fiu al zeilor” (traducere a „A Son of the Gods”, 1888)
- „Unul din cei dați lipsă” (traducere a „One of the Missing”, 1888)
- „Ucis la Resaca” (traducere a „Killed at Resaca”, 1887)
- „Lovitura de grație” (traducere a „The Coup de Grâce”, 1889)
- „Parker Adderson, filozof” (traducere a „Parker Adderson, Philosopher”, 1891)
- „Povestea unei conștiințe” (traducere a „The Story of a Conscience”, 1890)
- „Un ofițer, un soldat” (traducere a „One Officer, One Man”, 1889)
- „George Thurston – Trei incidente din viața unui bărbat” (traducere a „George Thurston”, 1883)
- „Mierla” (traducere a „The Mocking-Bird”, 1891)
- „Faimoasa moștenire Gilson” (traducere a „The Famous Gilson Bequest 1878)
- „Solicitantul” (traducere a „The Applicant”, 1892)
- „Un priveghi de pomină” (traducere a „A Watcher by the Dead”, 1889)
- „Omul și șarpele” (traducere a „The Man and the Snake”, 1890)
- „O domnișoară de la Redhorse” (traducere a „A Lady from Redhorse”, 1891)
- „Din "Dicționarul Diavolului" (fragmente din "The Devil's Dictionary") - eseu de Ambrose Bierce
- „Stăpînul lui Moxon” (1973)  (traducere a „Moxon's Master”, 1899)
- „O identitate regăsită” (traducere a „A Resumed Identity 1908)
- „Un prunc vagabond” (traducere a „A Baby Tramp”, 1891)
- „Jivina nevăzută” (traducere a „The Damned Thing”, 1893)
- „Haȉta păstorul” (traducere a „Haïta the Shepherd”, 1891)

Fantastic Fables
- „Principiul moral și interesul material” (traducere a „The Moral Principle and the Material Interest”, 1891)
- „Patriotul ingenios” (traducere a „The Ingenious Patriot”, 1891)
- „Regele fără oase” (traducere a „The Boneless King”, 1899)
- „O coadă scîrțîitoare” (traducere a „A Creaking Tail”, 1899)
- „Un protagonist al argintului” (traducere a „A Protagonist of Silver”, 1893)
- „Bumbo-ul din Jiam” (traducere a „The Bumbo of Jiam”, 1899)
- „Oposumul viitorului” (traducere a „The Opossum of the Future”, 1899)
- „Delegația”
- „Comisarul și banditul” (traducere a „An Officer and a Thug”, 1887)
- „Doi regi” (traducere a „Two Kings”, 1892)
- „Patrioții rezistenți” (traducere a „The Hardy Patriots”, 1899)
- „Mașina zburătoare” (traducere a „The Flying-Machine”, 1891)
- „Iepurele și țestoasa”
- „Pietruitorul de drumuri” (traducere a „The Pavior”, 1899)
- „Omul care n-avea dușmani” (traducere a „The Man with No Enemies”, 1893)
- „Criticii” (traducere a „The Critics”, 1891)
- „Cîntarea prefacerilor și îndreptărilor”
- „Un trotuar” (traducere a „A Causeway”, 1899)
- „Văduva devotată” (traducere a „The Devoted Widow”, 1899)
- „Firul conducător” (traducere a „The Circular Clew”, 1899)
- „Răzbunare” (traducere a „Revenge”, 1899)
- „Un om cu principii” (traducere a „The Man of Principle”, 1899)
- „Doi doctori” (traducere a „Physicians Two”, 1899)
- „Omul și fulgerul” (traducere a „The Man and the Lightning”, 1899)
- „Cum s-a născut răgazul” (traducere a „How Leisure Came”, 1890)
- „Femeia neroadă” (traducere a „The Foolish Woman”, 1893)
- „Pisica și regele” (traducere a „The Cat and the King”, 1899)
- „Lăptăreasa și donița” [Old Saws with New Teeth]” (traducere a „The Milkmaid and Her Bucket”, 1899)
- „Lupul și leul” [Old Saws with New Teeth]” (traducere a „The Wolf and the Lion”, 1899)
- „Furnicile și cosașul” [Old Saws with New Teeth]” (traducere a „The Ants and the Grasshopper”, 1899)
- „Tată și fiu” (traducere a „Father and Son”, 1893)
- „Lupul, ursul și vulpea” [Old Saws with New Teeth]” (traducere a „The Lion, the Bear, and the Fox”, 1899)
- „Guzganul înțelept” (traducere a „The Sagacious Rat”, 1899)
- „Iedul și țapul”

Æsopus Emendatus
- „Risipitorul și rîndunica” (traducere a „Spendthrift and Swallow 1988)
- „Leul și spinul” (traducere a „The Lion and the Thorn”, 1899)
- „Învingător și victimă” (traducere a „The Victor and the Victim”, 1899)
- „Greierele și furnica” (traducere a „The Grasshopper and the Ant”, 1899)
- „Lupii și cîinii” (traducere a „The Wolves and the Dogs”, 1899)
- „Soarta și călătorul” (traducere a „Dame Fortune and the Traveler 1988)
- „Jupiter și expoziția de copii” (traducere a „Jupiter and the Baby Show”, 1899)
- „Lupul și mielul” (traducere a „The Wolf and the Lamb”, 1899)
- „Uliul, porumbeii și șoimul” (traducere a „The Kite, the Pigeons, and the Hawk”, 1899)
- „Lupul și copilul” (traducere a „The Wolf and the Babe”, 1899)
- „Calul-de-bătălie și morarul” (traducere a „The War-Horse and the Miller”, 1899)
- „Ursul prins în laț” [Fantastic Fables] (traducere a „The Lassoed Bear”, 1899)
- „Sportivul și veverița” (traducere a „The Sportsman and the Squirrel”, 1899)
- „Cîinele integral” (traducere a „The All Dog”, 1899)
- „Vaca țesălată” (traducere a „Curried Cow 1874)
- „Ulei de cîine” (traducere a „Oil of Dog”, 1890)
- „Ambrose Bierce (1842-1914): Portretul unui mizantrop,  eseu de Frida Papadache

## „Un călăreț prin cer"
Carter Druse este un soldat unionist care stă culcat la pământ pentru cercetarea terenului și observarea oricăror potențiali soldați inamici care ar putea sosi. El adoarme, dar din fericire nu este descoperit de sergentul său, deoarece asta ar însemna moartea lui. Când se trezește, vede un soldat confederat călare pe un piedestal colosal. Se gândește să-l împuște pe bărbat, dar are o dilemă morală. În cele din urmă, el împușcă calul. Atât bărbatul, cât și calul sar de pe piedestal.
Un ofițer care se afla din întâmplare prin pădurea de sub piedestal ridică privirea și vede un bărbat călare pe un cal, parcă alergând prin cer. Îl șochează și este la un pas să leșine. Când își revine, pleacă în căutarea bărbatului, dar nu mai găsește nici bărbatul și nici calul. Când se întoarce în tabără, nu spune nimic. Între timp, un superior se apropie de soldat să-l întrebe ce a văzut, iar soldatul îi spune că a împușcat un cal pentru a-l ucide pe bărbat. Când i s-a cerut să identifice bărbatul, el explică că bărbatul era tatăl său, un soldat confederat.